# 米格尔·诺格尔
米格尔·诺格尔（西班牙語：Miguel Noguer，1956年12月31日—），西班牙男子帆船运动员。他曾代表西班牙参加1980年、1984年和1988年夏季奥林匹克运动会帆船比赛，其中1980年奥运会获得一枚金牌。